# Liste in Kambodscha vorhandener Dampflokomotiven
Dies ist eine Liste erhaltener Dampflokomotiven auf dem Gebiet von Kambodscha.

## Lokomotiven mit Spurweite 1000 mm
| Foto | Nummer oder Name          | Bauart / Achsfolge | Hersteller                | Fabrik- nr. | Baujahr | Historie           | Eigentümer / Betreiber / Strecke | Bemerkungen |
| ---- | ------------------------- | ------------------ | ------------------------- | ----------- | ------- | ------------------ | -------------------------------- | ----------- |
|      | RRC (USATC) No. 408 (547) | 1’D1               | ALCO                      | 71341       | 1943    | USATC-Klasse S 118 | Battambang Depot                 | [ 1 ]       |
|      | RRC (USATC) No. 411 (550) | 1’D1               | ALCO                      | 71342       | 1943    | USATC-Klasse S 118 | Battambang Depot                 | [ 2 ]       |
|      | RRC No. 131-106           | 1’C1               | Franco-Belge              |             | 1912    | CFRC 131 Class     | Phnom Penh Railway Station       | [ 3 ]       |
|      | RRC No. 131-110           | 1’C1               | Franco-Belge              |             | 1912    | CFRC 131 Class     | Phnom Penh Workshop              | [ 4 ]       |
|      | RRC No. 141-551           | 1’D1               | SACM (Mulhouse)           | 8042        | 1950    | CFRC 141 Class     | Phnom Penh Workshop              | [ 5 ]       |
|      | RRC No. 230-002           | 2'C                | Franco-Belge              |             | 1901    | CFRC 230 Class     | Battambang Depot                 | [ 6 ]       |
|      | RRC No. 230-003           | 2'C                | Franco-Belge              |             | 1901    | CFRC 230 Class     | Battambang Depot                 | [ 7 ]       |
|      | RRC No. 230-004           | 2'C                | Franco-Belge              |             | 1900    | CFRC 230 Class     | Battambang Depot                 | [ 8 ]       |
|      | RRC No. 230-406           | 2'C                | Hanomag (Hannover-Linden) | 10689       | 1930    | CFRC 230 Class     | Phnom Penh Workshop              | [ 9 ]       |
|      | RRC No. 231-501           | 2’C1               | SACM (Graffenstaden)      | 7741        | 1939    | CFRC 231 Class     | Phnom Penh Depot                 | [ 10 ]      |
|      | RRC No. 231-502           | 2’C1               | SACM (Graffenstaden)      | 7742        | 1939    | CFRC 231 Class     | Phnom Penh Workshop              | [ 11 ]      |
|      | RRC No. 231-503           | 2’C1               | SACM (Graffenstaden)      | 7743        | 1939    | CFRC 231 Class     | Phnom Penh Workshop              | [ 12 ]      |
|      | RRC No. 231-504           | 2’C1               | SACM (Graffenstaden)      | 7744        | 1939    | CFRC 231 Class     | Phnom Penh Workshop              | [ 13 ]      |
|      | RRC No. 231-505           | 2’C1               | SACM (Graffenstaden)      | 7745        | 1939    | CFRC 231 Class     | Phnom Penh Workshop              | [ 14 ]      |
|      | RRC No. 231-506           | 2’C1               | SACM (Graffenstaden)      | 7746        | 1939    | CFRC 231 Class     | Battambang Depot                 | [ 15 ]      |
|      | RRC No. 231-507           | 2’C1               | SACM (Graffenstaden)      | 7747        | 1939    | CFRC 231 Class     | Phnom Penh Dump                  | [ 16 ]      |
|      | RRC No. 231-508           | 2’C1               | SACM (Graffenstaden)      | 7748        | 1939    | CFRC 231 Class     | Phnom Penh Workshop              | [ 17 ]      |
|      | RRC No. 231-509           | 2’C1               | SACM (Graffenstaden)      | 7749        | 1939    | CFRC 231 Class     | Phnom Penh Workshop              | [ 18 ]      |